# نوردال
نوردال (به لاتین: Norddal) یک شهرستان نروژ در نروژ است که در مور او رومسدال واقع شده‌است.

## خصوصیات
نوردال ۹۴۳٫۵۴ کیلومترمربع مساحت و ۱٬۷۳۹ نفر جمعیت دارد.